# Walter Neves
Walter Alves Neves (Três Pontas, 17 de octubre de 1957)   es un biólogo, arqueólogo y antropólogo evolutivo brasileño, profesor jubilado del Departamento de Genética y Biología Evolutiva del Instituto de Biociencias de la Universidad de São Paulo. Fue responsable del estudio de Luzia, el esqueleto humano más antiguo del continente americano que fue descubierto por el arqueólogo francés Laming-Emperaire durante la década de 1970, y de la inscripción rupestre más antigua del continente americano, falocéntrica. 

## Biografía
Neves nació en Três Pontas, Minas Gerais. Es el segundo hijo de padre albañil y madre vendedora, quienes se mudaron a São Bernardo do Campo en 1970. Su primer trabajo fue como asistente general en la fábrica de Malas Primicia, y luego en la fábrica de turbinas de aviones Rolls-Royce, en São Bernardo,  donde permaneció diez años.  Es homosexual declarado desde los años 80 y estuvo casado con el publicista Wagner Fernandes. 
Estudió Ciencias Biológicas en la USP, y se graduó en 1981. Realizó un predoctorado en las universidades de Stanford y Berkeley en 1982. En 1984 se doctoró en Ciencias Biológicas en la USP. Luego realizó un posgrdo en el Center for American Archaeology, de la Universidad de Illinois, en 1985 y otro en el Departamento de Antropología de la USP (1991-1992), Enseñanza Libre en Humanidades. Evolución del departamento de Genética y Biología Evolutiva de la USP en el año 2000.  Durante su predoctorado fue supervisado por el Prof. Cavalli-Sforza, que estudia la evolución humana utilizando marcadores moleculares, específicamente trabajó con marcadores craneométricos durante seis meses. 
En 1989, desarrolló el tema "Estudio Funcional del Dimorfismo Craneano Sexual en Primates Amazónicos Actuales", en el Museo Paraense Emílio Goeldi (Belém, Brasil) (1989) junto a Héctor Pucciarelli, antropólogo argentino, quien contaba con una Beca Especial de Pesquisa para Investigador Visitante.
Neves fue profesor titular (2008 - 2017),  asociado (2000 - 2008) y doctor (1992 - 2000) en el departamento de genética y biología evolutiva de la USP, donde fundó y coordinó el Laboratorio de Estudios de la Evolución Humana, uno de los únicos del género en Latinoamérica. Ha producido investigaciones científicas desde 1980 y ha orientado a estudiantes de grado y posgrado en las áreas de antropología ecológica, antropología biológica, arqueología prehistórica, ecología humana y psicología evolutiva, durante su vinculación con la USP y el Museo Goeldi de Pará (1988 - 1992).  Imparte dos materias en el Instituto de Biociencias de la USP, implicaciones biológico-evolutivas del comportamiento humano (para posgrado) y biología evolutiva (para pregrado). [cita requerida]

## Contribuciones
Su modelo de dos componentes biológicos principales explica el origen y la dispersión de los humanos anatómicamente modernos en el continente americano. Está especialmente interesado en investigar los orígenes del hombre en América, dedicándose también a la divulgación científica, promoviendo e impartiendo conferencias, exposiciones museográficas y artículos. Ha sido coordinador de la exposición permanente "Del mono al hombre" en el Museu Catavento (2014 - ). 
Otros aportes significativos se relacionan con el estudio de las poblaciones humanas amazónicas, temática en la que aportó varias investigaciones relacionadas con la dieta y la salud de las poblaciones ribereñas junto con el Prof. Rui Murrieta (IB-USP), su asesor en ese momento. [cita requerida]
Desde 2013 es responsable del proyecto "Evolución biocultural de los homínidos en el valle del río Zarqa, Jordania: un enfoque paleoantropológico", en Jordania, que busca estudiar los registros de los primeros humanos que abandonaron África hacia Asia. 

## Distinciones
Neves fue homenajeado en una sesión especial de la 83.ª Reunión Anual de la Asociación Americana de Antropólogos Físicos (2014) con discursos de la Prof. Jane Buikstra (Universidad Estatal de Arizona) y la Prof. Darna Dufour (Universidad de Colorado, Boulder). También fue homenajeado por su alumno académico, el Prof. Mark Hubbe, en la revista PaleoAmerican (2015). 
En una entrevista con la revista Piauí, dijo que se había jubilado debido a que le diagnosticaron síndrome de burnout. 
En 2018 se postuló para diputado federal por São Paulo, por el Partido Pátria Livre (PPL), en representación de Científicos Comprometidos,  junto a Mariana Moura, como diputada estatal, por el mismo partido y recibió 0,05 % de los votos.

## Luzia

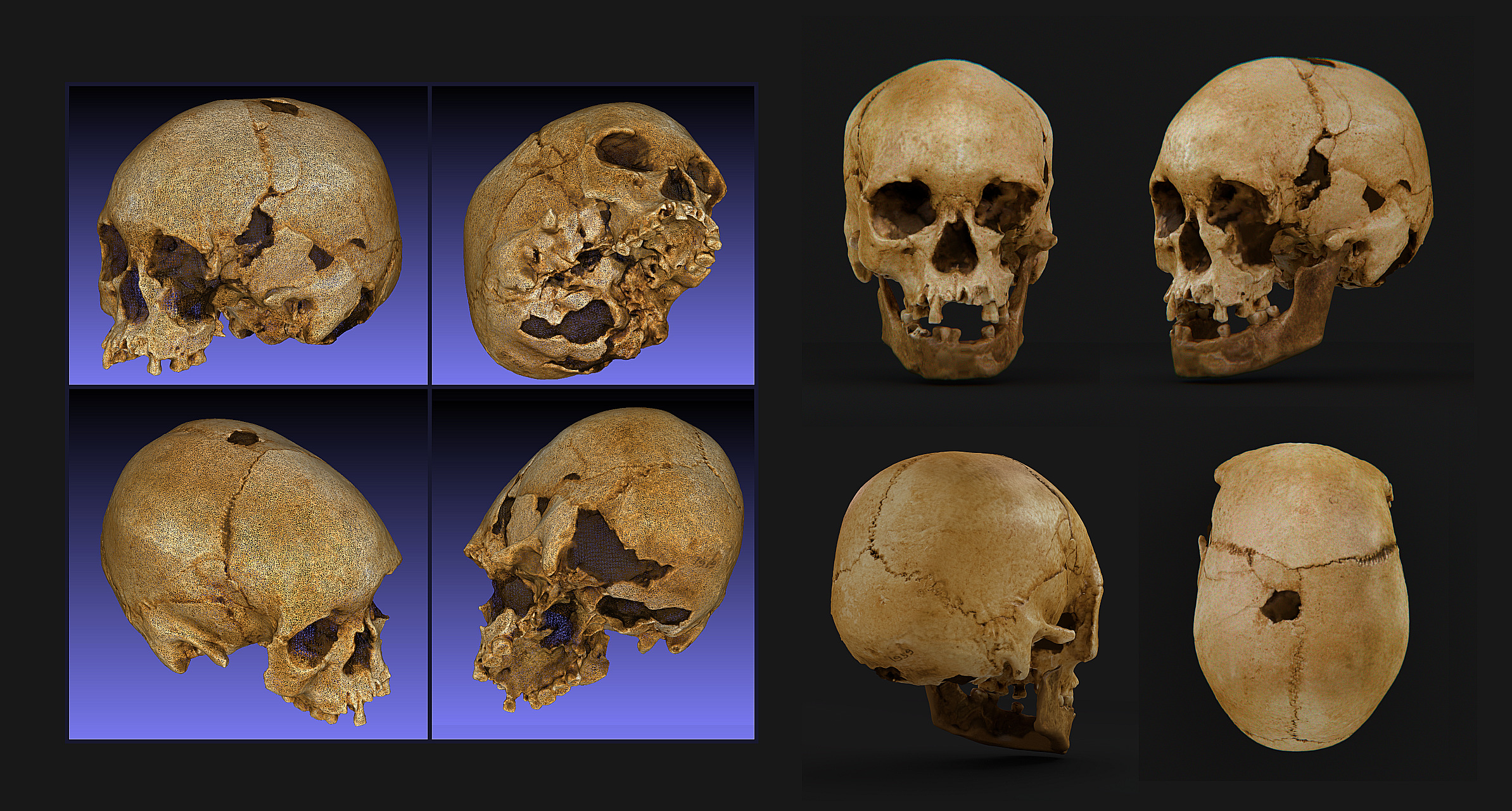
Imágenes 3D del cráneo de Luzia

Walter Neves realizó estudios detallados del cráneo de Luzia, un fósil de Homo sapiens de más de 11.000 años de antigüedad encontrado en el estado de Minas Gerais en 1975. El cráneo se encontraba en el Museo Nacional de Río de Janeiro, y fue él quien nombró el hallazgo arqueológico de Luzia, anteriormente llamado simplemente esqueleto de Lapa Vermelha IV, en referencia al sitio arqueológico donde fue encontrado, excavado por la misión franco-brasileña, coordinada por Annette Emperaire.

## Polémica por la ocupación humana en Brasil
Neves ha mantenido durante las últimas décadas una discusión académica con la arqueóloga Niéde Guidon sobre la datación de la llegada del hombre a América. Mientras él defiende la llegada hace entre 20 mil y 12 mil años, Guidon defiende la teoría de que el hombre pudo haber llegado hace alrededor de 70 u 80 mil años, debido a restos de fuegos y trozos de piedra encontrados en el sitio arqueológico Boqueirão da Pedra Furada, en Piauí, en 1978. La teoría de Guidon fue ampliamente rechazada por los científicos de Estados Unidos, y también por Neves. En 1990, el arqueólogo estadounidense Tom Dillehay de la Universidad de Kentucky vio los instrumentos y reconoció que algunos de ellos parecían haber sido fabricados por humanos. En 2006, dos científicos, Eric Böeda, de la Universidad de París, y Emílio Fogaça, de la Universidad Católica de Goiás, publicaron los resultados de sus análisis y concluyeron que las piezas de piedra fueron realmente realizadas por la acción humana, con fechas entre 33.000 y 58.000 años. Tras conocerse los resultados, Neves afirmó: "Desde mi punto de vista, esta es una prueba indiscutible de que los artefactos fueron hechos por humanos (…) Ella se merece estos laureles". En 2012 Neves manifestó que, tras tener acceso al material lítico que la propia Guidon puso a disposición, cree en un 99,9% en su hipótesis, pero aún no está del todo convencido.

## Áreas de dedicación
- Antropología biológica
- Antropología ecológica
- Arqueología de cazadores-recolectores
- Evolución humana
- especiación

## Publicaciones científicas

### Libros
- “Antropologia Ecológica. Um Olhar Materialista Sobre As Sociedades Humanas”, São Paulo (SP): Cortez, 1996, v.1. p.86.

Artículos más importantes
- “O modelo dos dois componentes biológicos principais: sua inserção nos eventos expansionistas do final do pleistoceno e suas implicações para a origem do Homo sapiens” in O Carste. Belo Horizonte (MG): , v.14, n.1, p.42 - 49, 2002.
- “Fuegian cranial morphology: the Haush” in Ciência e Cultura. São Paulo (SP): , v.53, n.2, p.69 - 71, 2001
- “The Buhl burial” in American Antiquity. Estados Unidos: , v.65, n.-, p.191 - 193, 2000.
- Neves, W. A., J. F. Powell, A. Prous, E. G. Ozolins, M. Blum. 1999 "Lapa Vermelha IV Hominid I: morphological affinities of the earliest known American." Genetics and Molecular Biology 22(4) 461–469.
- Neves, Walter A. and João Paulo V. Atui 2004 "O mito da homogeneidade biológica na população paleoíndia de Lagoa Santa: implicações antropológicas" Rev. Antropol. 47(1) 159-205
- Rohter, Larry - "An Ancient Skull Challenges Long-Held Theories." New York Times, October 26, 1999